# رون راسيل
رون راسيل (بالإنجليزية: Ron Russell)‏ هو سياسي كندي ونيوزلندي، ولد في 22 يوليو 1926 بأوكلاند في نيوزيلندا. حزبياً، نشط في جمعية المحافظين التقدمية لنوفا سكوشا. وقد انتخب عضو مجلس نواب نوفا سكوتيا وانتخب رئيس المجلس النيابي لنوفا سكوشا ‏.